# أدريان باسدار
أدريان باسدار (بالإنجليزية: Adrian Pasdar)‏ ممثل أمريكي من مواليد 30 أبريل 1965.

## أدواره في التلفزيون الأمريكي
- عملاء شيلد - العقيد غلين تالبوت
- هيروز - نيثان بيتريللي

## أدواره في الرسوم المتحركة
- آيرون مان - توني ستارك/آيرون مان
- ألتيميت سبايدرمان - توني ستارك/آيرون مان
- اجتماع المنتقمون - توني ستارك/آيرون مان
- آيرون مان وهالك: اتحاد الأبطال - توني ستارك/آيرون مان
- فارس وفادي: مهمة مارفل - آيرون مان

## وصلات خارجية
- أدريان باسدار على موقع IMDb (الإنجليزية)
- أدريان باسدار على موقع روتن توميتوز (الإنجليزية)
- أدريان باسدار على موقع ألو سيني (الفرنسية)
- أدريان باسدار على موقع تيرنر كلاسيك موفيز (الإنجليزية)
- أدريان باسدار على موقع أول موفي (الإنجليزية)
- أدريان باسدار على موقع قاعدة بيانات الأفلام السويدية (السويدية)
- أدريان باسدار على موقع إن إن دي بي (الإنجليزية)
- أدريان باسدار على موقع قاعدة بيانات الفيلم (الإنجليزية)
- أدريان باسدار على موقع كينوبويسك (الروسية)